# Rezki Amrouche
Rezki Amrouche (ur. 17 listopada 1970 w Bab-el-Oued) – algierski piłkarz grający na pozycji obrońcy.

## Kariera klubowa
Karierę piłkarską Amrouche rozpoczął w klubie NA Hussein Dey. W jego barwach zadebiutował w sezonie 1992/1993 w pierwszej lidze algierskiej. Latem 1994 roku odszedł do Jeunesse Sportive de Kabylie. W 1995 roku wywalczył z tym klubem mistrzostwo kraju, a wygrywał z nim także takie trofea jak: Puchar Algierii (1992, 1994), Superpuchar Algierii (1992) i Puchar Zdobywców Pucharów (1995).
W latach 1997–2000 Amrouche grał w Tunezji, w klubie Club Africain Tunis. W latach 1998 i 2000 zdobywał z nim Puchar Prezydenta Tunezji.
W 2000 roku Amrouche wrócił do Algierii, do JS Kabylie. W 2001 roku sięgnął z nim po Puchar CAF. W sezonie 2001/2002 występował we francuskim trzecioligowcu, Stade Brestois 29.
W 2002 roku Amrouche został piłkarzem USM Blida. Grał w nim do 2004 roku, a sezon 2004/2005 spędził w JSM Béjaïa. W sezonie 2005/2006 grał w drugoligowym OMR El Annasser. W nim też zakończył swoją karierę.

## Kariera reprezentacyjna
W reprezentacji Algierii Amrouche zadebiutował w 1995 roku. W 1996 roku był w kadrze Algierii na Puchar Narodów Afryki 1996, jednak nie rozegrał na nim żadnego meczu. W 2000 roku został powołany do kadry na Puchar Narodów Afryki 2000. Na tym turnieju zagrał w 4 meczach: z Demokratyczną Republiką Konga (0:0), z Gabonem (3:1), z Republiką Południowej Afryki (1:1) i w ćwierćfinale z Kamerunem (1:2). W kadrze narodowej grał do 2000 roku.